# Jaime Cano Nicolás
Jaime Cano Nicolás   (Badalona, 24 de març de 1946 - Palma, 14 d'octubre de 2024) conegut futbolísticament com a Cano, va ser un futbolista català.
Format com a centrecampista i defensa, s'inicià en el futbol molt jove a les categories inferiors del Club de Futbol Badalona. A la temporada de 1964-1965, amb divuit anys, va debutar en el primer equip, a segona divisió. Habitualment va jugar com a titular dels equips on estigué: passà per l'Andorra, i després tornà a Espanya fitxat pel RCD Mallorca, on jugà entre 1967 i 1969. Aquell any passà a primera divisió, una temporada amb el Celta de Vigo (1969-1970), tornà entre 1970 i 1972 al Mallorca, i passà, més tard, tres temporades a primera divisió amb l'Elx C.F. (1972-1976). La seva darrera temporada, abans de retirar-se el 1979, la passà al Real Murcia.